# Otto de la Roche
Otta de la Roche (francouzsky Othon de la Roche, řecky Όθων ντε λα Ρος; zemřel roku 1234) byl burgundský šlechtic a pocházel z hradu La Roche-sur-l'Ognon. V roce 1204 se účastnil čtvrté křížové výpravy a založil křižácký stát Athénské vévodství.
V Athénách přijal titul megaskyr, nebo grand seignior. Své majetky v Řecku držel ze Soluňského království a nechal opevnit Akropoli. V roce 1208 přijal titul vévoda.
V květnu roku 1209 latinský císař Balduin I. Flanderský jmenoval v Ravennice první ze dvou parlamentů a Otta a jeho blízký spojenec Godefroi I. z Villehardouinu se zde objevili, aby dali najevo svou oddanost císaři v Konstantinopoli. 2. května 1210, tito dva baroni, členové druhého parlamentu přijali smlouvu mezi státem a církví, tato smlouva však neměla velký efekt. Otta byl později obviněn, že zachází s řeckými ortodoxními duchovními jako s otroky. Zatím mnozí z bývalých nevolníků se utvrdili ve svém řecko ortodoxním vyznání na znamení odporu vůči francouzským křižákům, kteří místní lid zatížili daněmi. Papež Honorius III. ho exkomunikoval z církve a na jeho zemi uvalil interdikt. Stejně pro neposlušnost vůči smlouvě dopadl i Godfrey. Kolem roku 1223 Otta vyjednal novou smlouvu s papežem, díky které se jeho území mohla vrátit k církvi, avšak za cenu každoročního vyplácení odškodnění církvi. Výše částky byla stanovována podle podílu počtu latinských kněží vůči populaci.
Spolu s Godefroiem se pustil do série vojenských akcí, které měli za cíl upevnění jejich moci v řeckém vnitrozemí. Společně tak dobyli Korintskou akropoli (1209), Argos (1210) a v roce 1211 Nauplio. Jako náhradu tak získali dvě panství v oblasti Argolis: panství Argu a Nauplia a panství Damala. Po odchodu italských křižáků Albertina a Rolandina z Cannosy, bylo jejich léno v Thébách rozděleno mezi Godefroie a Ottu. Město se poté stalo ekonomickým srdcem Ottova panství v Řecku. Nechal obnovit čtvercovou věž na propylajích, zničenou na konci 9. století a poté svěřil Théby jako panství svému synovci Guyovi. Ottovou rezidencí se poté staly Athény. Ze zdejší akropole si vybudoval hrad a antický Pantheon nechal přeměnit na "Katedrálu Naší Paní".
V roce 1225 předal vládu v Athénském vévodství svému synovci Guyovi I. de la Roche a spolu se svou ženou odjel zpět do Burgundska.